# Angustopila
Angustopila is een geslacht van weekdieren uit de klasse van de Gastropoda (slakken).

## Soorten
- Angustopila dominikae Páll-Gergely & Hunyadi, 2015
- Angustopila fabella Páll-Gergely & Hunyadi, 2015
- Angustopila huoyani Jochum, Slapnik & Páll-Gergely, 2014
- Angustopila subelevata Páll-Gergely & Hunyadi, 2015
- Angustopila szekeresi Páll-Gergely & Hunyadi, 2015
- Angustopila tamlod (Panha & Burch, 1999)